# Hialeah, Florida
Hialeah là một thành phố thuộc Quận Miami-Dade, Florida, Hoa Kỳ. Theo điều tra dân số năm 2000, dân số thành phố là 226.419. Tính đến năm 2009, theo ước tính của Cục Điều tra Dân số Hoa Kỳ thì dân số thành phố đã giảm xuống còn 218.896, biến nó thành thành phố lớn thứ sáu trong tiểu bang. Hialeah là một phần của vùng đô thị Miami và vùng đô thị Đại Nam Florida.

## Liên kết
- City of Hialeah official site
- Hialeah Chamber of Commerce Lưu trữ ngày 7 tháng 5 năm 2011 tại Wayback Machine official site